# Joffre-Klasse
Die Joffre-Klasse war eine geplante Klasse von zwei Flugzeugträgern der Französischen Marine, die bedingt durch den Zweiten Weltkrieg nicht fertiggestellt bzw. nicht begonnen wurden. Die Klasse wurde nach Joseph Joffre benannt.

## Entwicklung
Die Joffre-Klasse wurde entwickelt, um zusätzlich zu der mittlerweile veralteten Béarn der Flotte Luftunterstützung zur Verfügung zu stellen. Die Béarn war nicht von Anfang an als Flugzeugträger konzipiert, sondern basierte auf einem umgebauten Schlachtschiffrumpf aus dem Ersten Weltkrieg. Die Joffre-Klasse sollte die Lücke zu neuen Flugzeugträgern überbrücken, da bei ihrer Konstruktion schon absehbar war, dass ihre Trägerkapazität nur begrenzt ausreichen würde.

## Geschichte
Für die Joffre-Klasse waren zwei Einheiten geplant, von denen es nur für das Typschiff zur Kiellegung kam.

### Joffre
Die Joffre war als Typschiff der Klasse geplant. Kiellegung und Baubeginn war am 18. November 1938 in der At. & Chantiers de Penhoët in Saint-Nazaire. Da sich der Zweite Weltkrieg in dieser Zeit schon abzeichnete, wurden Material und Arbeiter immer mehr an anderen Projekten eingesetzt, und spätestens mit Kriegsbeginn wurde der Baufortschritt an dem Flugzeugträger immer langsamer. Im Juni 1940 wurde von Frankreich der Baustopp an dem Schiff beschlossen. Mit der Kapitulation Frankreichs fiel das Schiff den Deutschen in die Hände, und es war zunächst geplant, es fertigzustellen. Zu einer Wiederaufnahme des Baus kam es aber nicht, und 1943 wurden alle Pläne für das Schiff gestrichen und die begonnenen Teile verschrottet. Zu diesem Zeitpunkt war die Joffre zu 28 % fertiggestellt.

### Painlevé
Die Painlevé war als zweites Schiff der Klasse geplant. Da es bei ihrem Schwesterschiff schon zu immer mehr Verzögerungen und Problemen kam, wurde kein Termin für die Kiellegung bzw. den Baubeginn festgelegt.